# Enicospilus amasus
Enicospilus amasus är en stekelart som beskrevs av Ian D. Gauld och Mitchell 1981. Enicospilus amasus ingår i släktet Enicospilus och familjen brokparasitsteklar. Inga underarter finns listade i Catalogue of Life.